# Zagradinje
Zagradinje (Заградиње) è un centro abitato della Bosnia ed Erzegovina, compreso nel comune di Ravno.